# Tillmitsch
Tillmitsch est une commune autrichienne du district de Leibnitz en Styrie.